# Tcsh
tcsh ("티시셸, tee-see-shell" 또는 "티셸 tee-shell" 또는 "티시에스에이치")는 C 셸(csh) 기반이면서 C 셸과 호환되는 유닉스 셸이다. 명령 줄 완성, 명령 줄 편집 등의 기능이 포함된 C 셸이다. 다른 셸들과 달리 tcsh 스크립트 안에 함수를 정의할 수 없으며 사용자는 csh에서처럼 별칭(alias)을 대신 사용해야 한다. FreeBSD 등의 BSD 기반 시스템을 위한 네이티브 루트 셸이다.

## 역사
tcsh의 t는 명령 완성 기능과 더불어 카네기 멜런 대학교의 tcsh의 개발자 켄 그리어(Ken Greer)에 영감을 준 운영 체제 TENEX의 T에서 비롯되었다. 그리어는 1975년 9월 자신의 코드에 Tenex 스타일의 파일 이름 완성을 구현하는 작업을 시작했으며 1981년 12월에 C 셸로의 통합을 마쳤다.
페어차일드 A.I. 연구소의 마이크 엘리스는 1983년 9월 명령어 완성을 추가하였다. 1983년 10월 3일 그리어는 net.sources 뉴스그룹에 소스를 게시하였다.

## 배치
초기 버전의 맥 OS X은 tcsh를 기본 셸로 포함하고 있으나 새로운 계정의 기본 셸은 10.3 기준으로 배시이다. (tcsh는 여전히 제공되며 운영 체제를 업그레이드한다고 하여도 기존의 모든 계정의 셸을 변경하지는 않는다) tcsh는 FreeBSD 및 파생(드래곤플라이 BSD와 데스크톱BSD)의 기본 루트 셸(기본 사용자 셸은 POSIX 기반)이다.